# Kwadratuur (wiskunde)
Met kwadratuur wordt in de integraalrekening het bepalen van een integraal bedoeld. Oorspronkelijk werd alleen de berekening van een integraal als kwadratuur aangeduid en als zodanig wordt de term wel als synoniem voor numerieke integratie opgevat. Doordat numerieke integratie veel voorkomt bij het oplossen van differentiaalvergelijkingen, werd allengs integratie en zelfs de integraal als kwadratuur aangeduid.
De term kwadratuur als synoniem voor integratie wordt meer in België gebezigd dan in Nederland. Wel komt men algemeen de term tegen in de kwadratuurformules, zoals de kwadratuurformule van Gauss, die een numerieke benadering van een integraal geven.

## Astronomie
Wanneer bij astronomische waarnemingen een hemellichaam in kwadratuur staat, dan is de fasehoek circa 50 graden.